# Zed Bias
Zed Bias (nacido Dave Jones) es un músico inglés de música electrónica centrado en los géneros del UK garage y el broken beat tanto como productor como DJ. Jones también ha publicado bajo el seudónimo Maddslinky, y forma parte del dúo Phuturistix, aparte de otros proyectos paralelos.
El éxito más conocido de Zed Bias es el sencillo "Neighbourhood", que alcanzó el número #25 en la lista de éxitos inglesa en julio de 2000.

## Discografía

### Álbumes
- Make Your Peace (2003), Laws of Motion – Como Maddslinky.
- Feel It Out (2003), Hospital Records – Como Phuturistix.
- Breathe Some Light (2007), Phuture Lounge – Como Phuturistix.
- Experiments with Biasonics Vol. 1 (2007), Sick Trumpet.
- TBA (Spring 2010), TBA[4]

### DJ mixes
- Sound of the Pirates (2000), Locked On.
- Bingo Beats Vol. 2 (2001), Bingo Beats.

### Singles significativos
- Neighbourhood (2000, UK #25), Locked On.